# Большой Урал (гостиница)
Большо́й Ура́л — действующий отель в Екатеринбурге, расположенный по адресу улица Красноармейская, 1. Строился в 1929—1932 годах по проекту архитекторов С. Е. Захарова и В. И. Смирнова. В 1938 году главный фасад был реконструирован по проекту М. В. Рейшера. Здание гостиницы является примером общественного здания начала 1930-х годов, возведённого в монументальных конструктивистских формах с применением упрощённых элементов ордера и наличием классического декора.
4 декабря 1974 года постановлением Совета Министров РСФСР № 624 здание гостиницы было взято под государственную охрану в качестве памятника архитектуры федерального значения.

## История
В конце 1920-х годов в Свердловске явно ощущалась нехватка жилья для приезжающих специалистов и рабочих. В 1930 году городские власти организовали конкурс на лучший проект гостиницы в центральной части города. Победителем был признан проект авторства И. А. Голосова. Архитектор запроектировал комплекс крупных зданий разной этажности в стиле конструктивизма. Но заказчики отдали предпочтение проекту С. Е. Захарова и В. И. Смирнова, получившему на конкурсе вторую премию и характеризовавшемуся меньшими затратами на строительство. Проект предусматривал строительство двух параллельных корпусов: вдоль улицы Малышева (не реализован) и вдоль южной границы площади Парижской Коммуны. Между корпусами предполагалось организовать благоустроенное дворовое пространство.
В итоге в 1931 году был построен, а в 1932 году сдан в эксплуатацию только один северный корпус на участке, где ранее располагались усадьбы Петра и Александра Васильевичей Калугиных. После постройки одного корпуса в начале 1930-х годов гостиница стала крупнейшей на Урале. На первом этаже гостиницы располагался одноимённый ресторан, ставший популярным местом отдыха свердловчан.
В середине 1930-х годов перед главным фасадом гостиницы по проекту архитекторов С. В. Домбровского и Н. А. Бойно-Родзевич был разбит сквер. В конце 1930-х — начале 1940-х годов главный фасад реконструировали по проекту М. В. Рейшера с применением неоклассических элементов декора: балюстрад, гипсовых статуй, вазонов, лепных украшений и рустовки.

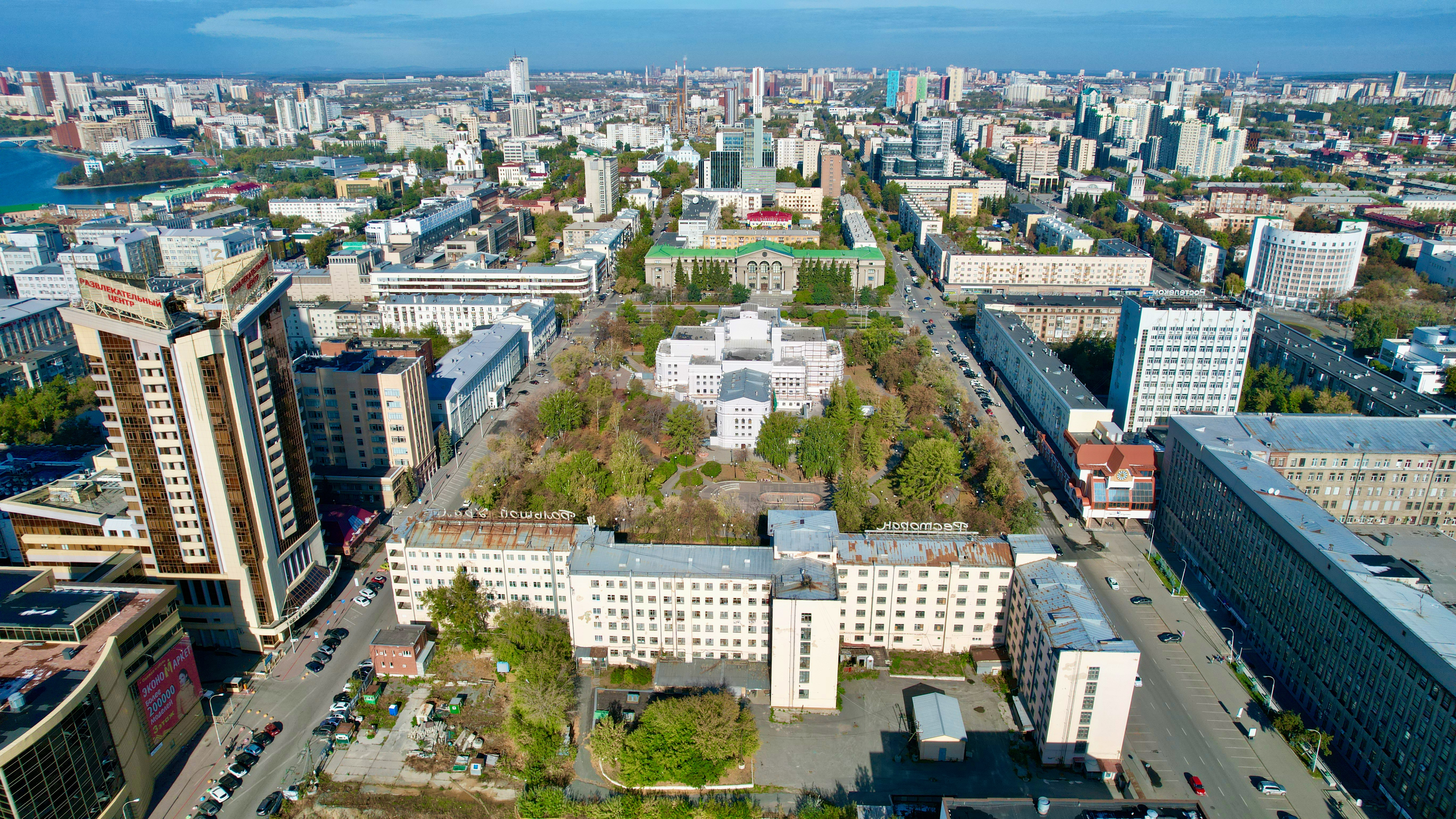
Вид с юга на площадь, за гостиницей сквер и Оперный театр

В годы Великой Отечественной войны для снабжения продовольствием населения области на цокольном этаже гостиницы, под рестораном, был организован цех по изготовлению пищевых концентратов и конфет. Основной продукцией цеха был концентрированный растительный бульон из пищевых отходов и съедобных растений, собиравшихся жителями города, полуфабрикат «суп-лапша» с овощными добавками, а также напиток из жмыха. Ассортимент кондитерских изделий включал в себя ирис, помадку, мармелад, несколько сортов карамели, шоколадные конфеты, шоколад и какао-порошок.
В военные годы в гостинице располагались эвакуированные мастерские нескольких московских архитекторов, труппа МХАТа с семьями, артистов театра оперы и балета им. Кирова.
4 декабря 1974 года постановлением Совета Министров РСФСР № 624 здание гостиницы было взято под государственную охрану в качестве памятника архитектуры федерального значения.
В 2000—2015 годах в здании гостиницы в помещении бывшего ресторана располагался Минералогический музей В. А. Пелепенко.
В 2017 году гостиница впервые прошла классификационные процедуры, получив две звезды.

## Известные жильцы
Среди известных постояльцев «Большого Урала» выделяют Р. Никсона, Н. С. Хрущева, Д. Неру, Ф. Кастро, Б. Пастернака, Б. Ахмадуллину, К. Симонова, Е. Евтушенко.

## Архитектура

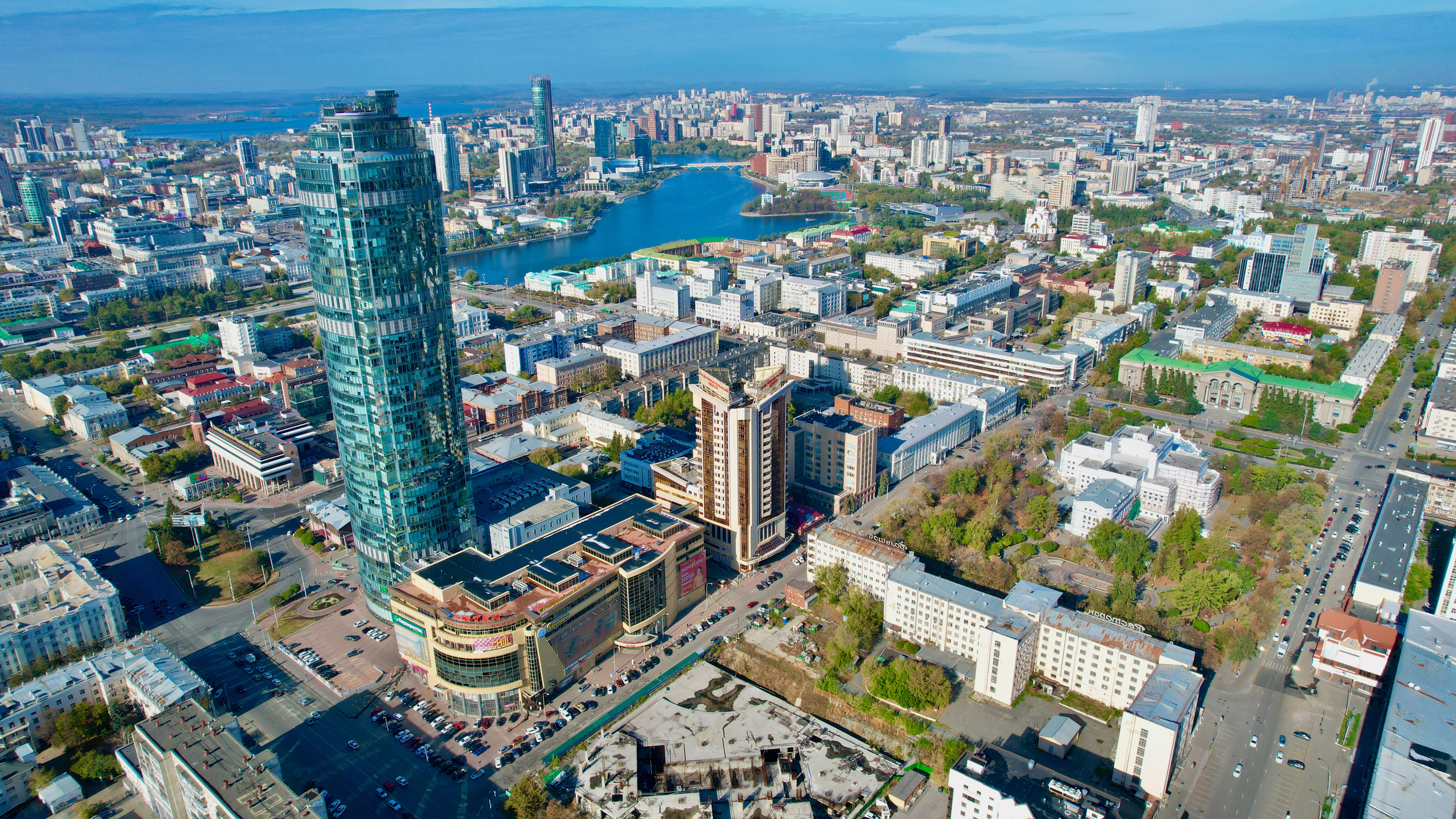
Гостиница на ближнем плане справа, слева небоскрёб Высоцкий

Здание гостиницы расположено в Центральном районе Екатеринбурга, главным фасадом обращено к площади Парижской Коммуны и Оперному театру. Западный торец выходит на улицу Красноармейскую, восточный — на улицу Мамина-Сибиряка. Общая площадь здания составляет 14 940,5 м², номерной фонд — 160 номеров.
Разноэтажный сложный объём здания вытянут в плане, имея очертания буквы «F». Главный северный фасад имеет трёхчастную асимметричную композицию с заглублённой центральной частью и выделенным блоком лестничной клетки. Центральный вход украшен крупными пилонами, несущими постаменты с фигурами шахтёра и работницы, и увенчан небольшими фронтонами. Первый этаж со стороны главного фасада имеет выступ, образующий террасу с балюстрадой. Между окнами первого этажа находятся барельефы, изображающие сталеваров, хлеборобов и воинов. С восточной стороны перпендикулярно главному объёму примыкают два корпуса, северный торец выделен остеклённой лестничной клеткой. Западный торец имеет угловые балконы и веранды со второго по шестой этажи. Все фасады здания архитектурно объединены выступающими угловыми балконами.
Этажи сообщаются по четырём лестничным клеткам, центральная из которых оснащена лифтами. На первом этаже находится вестибюль и служебные помещения. Планировки этажей со второго по пятый типовые с расположением гостиничных номеров по сторонам коридоров, расходящихся от лестничных клеток. В западной части здания коридоры имеют выходы на балконы.
Гостиница представляет собой пример общественного здания начала 1930-х годов, выполненного в стиле конструктивизма с применением упрощённых элементов ордера и наличием классического декора.

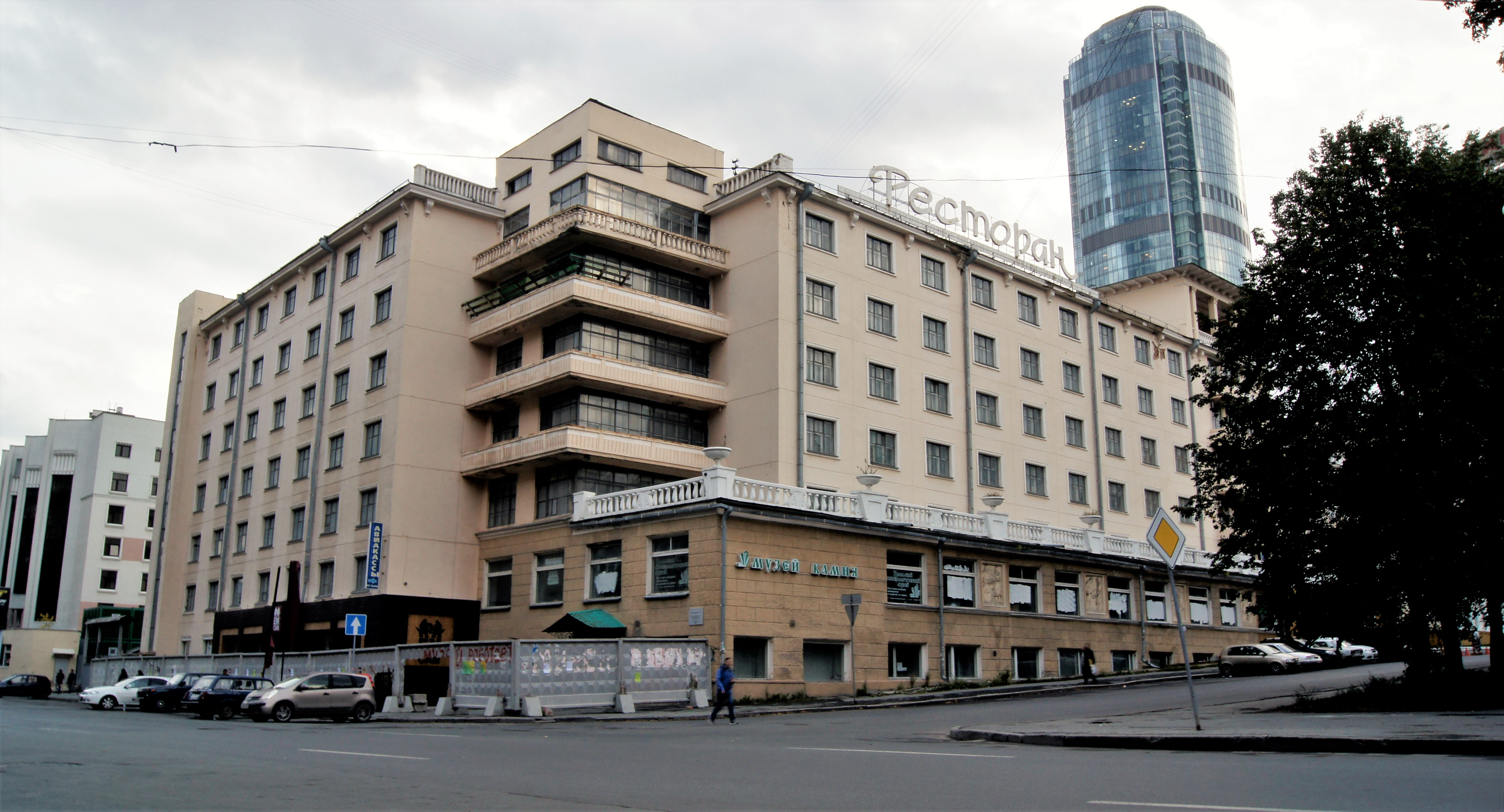
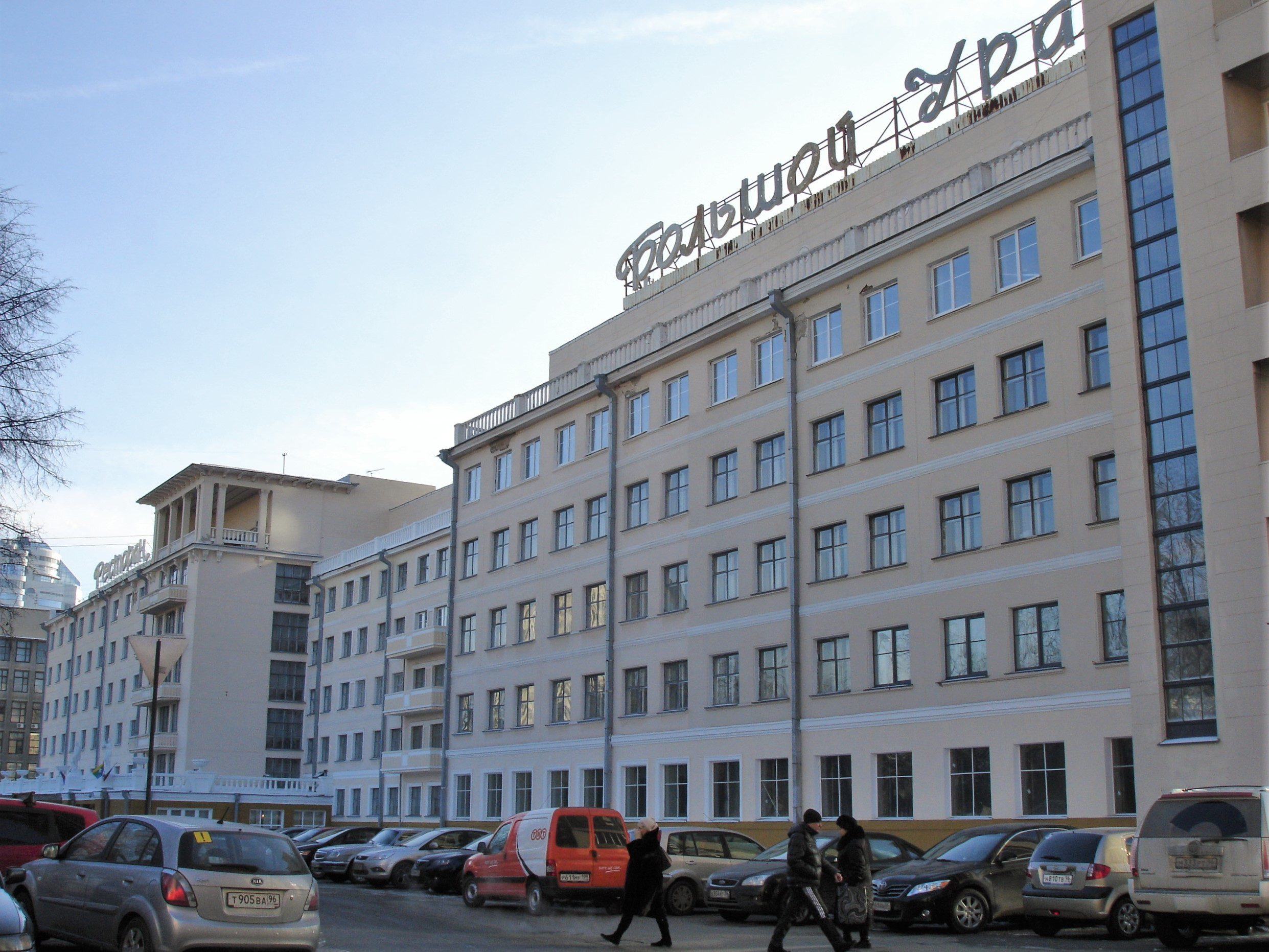
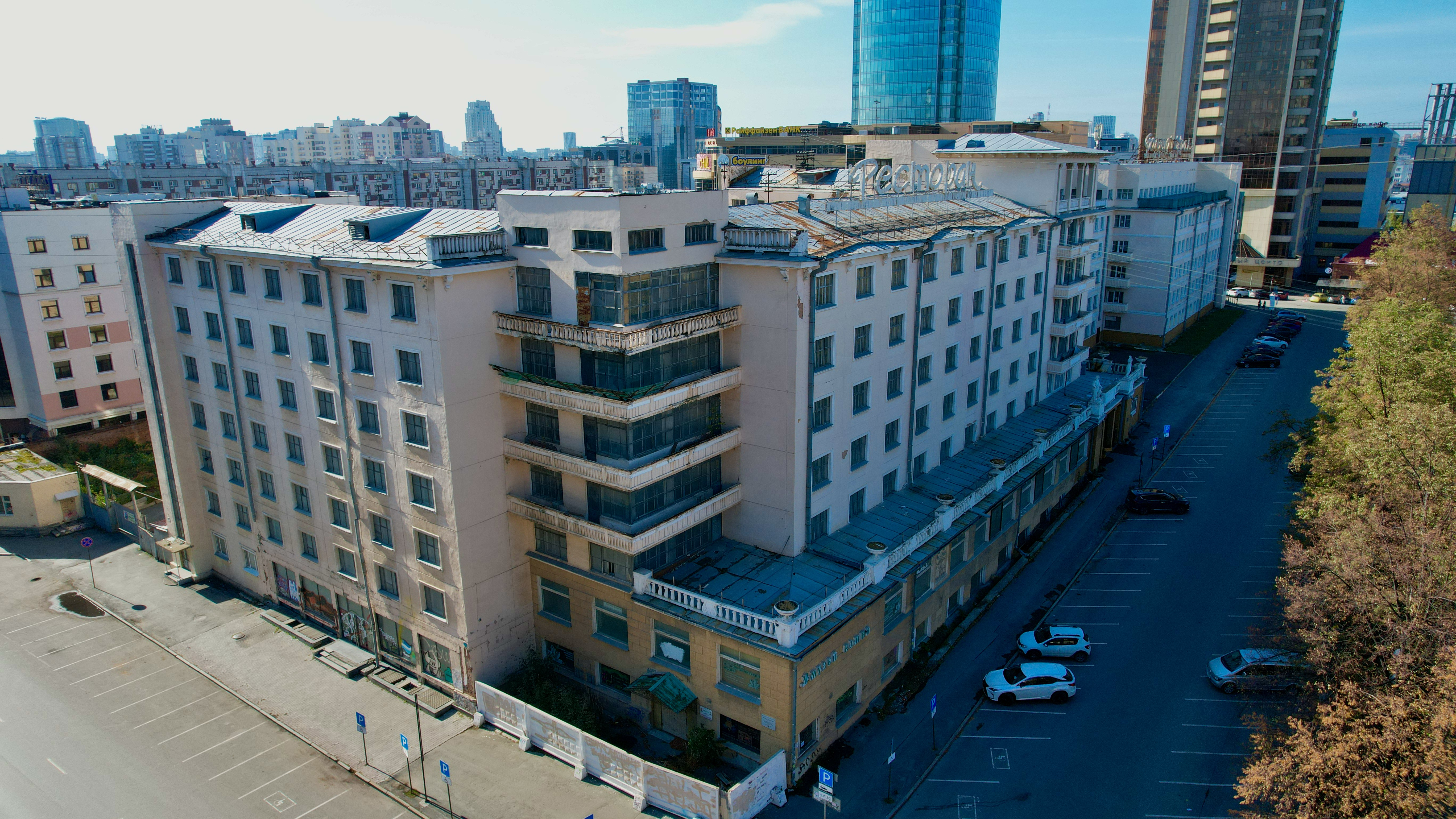
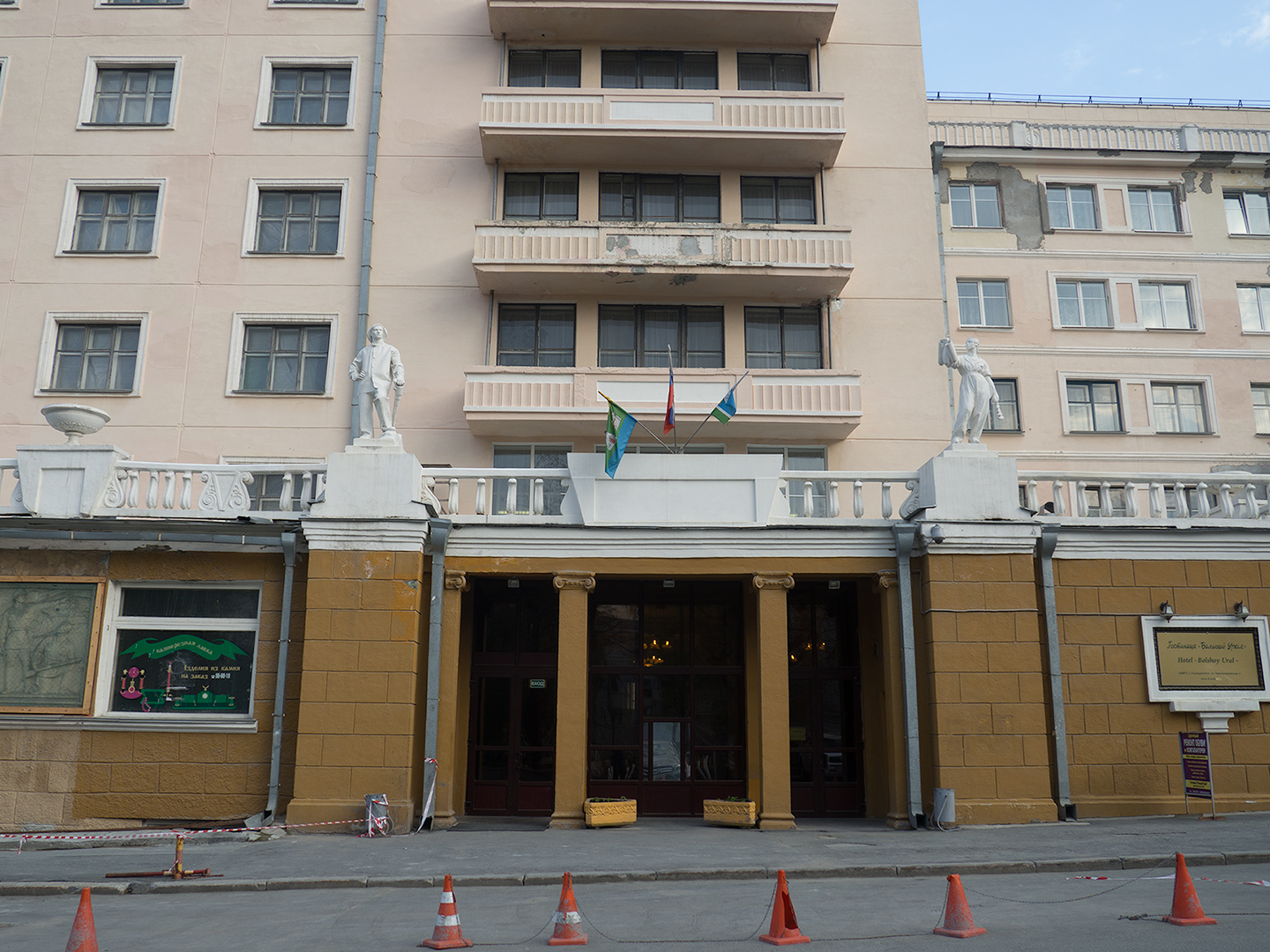
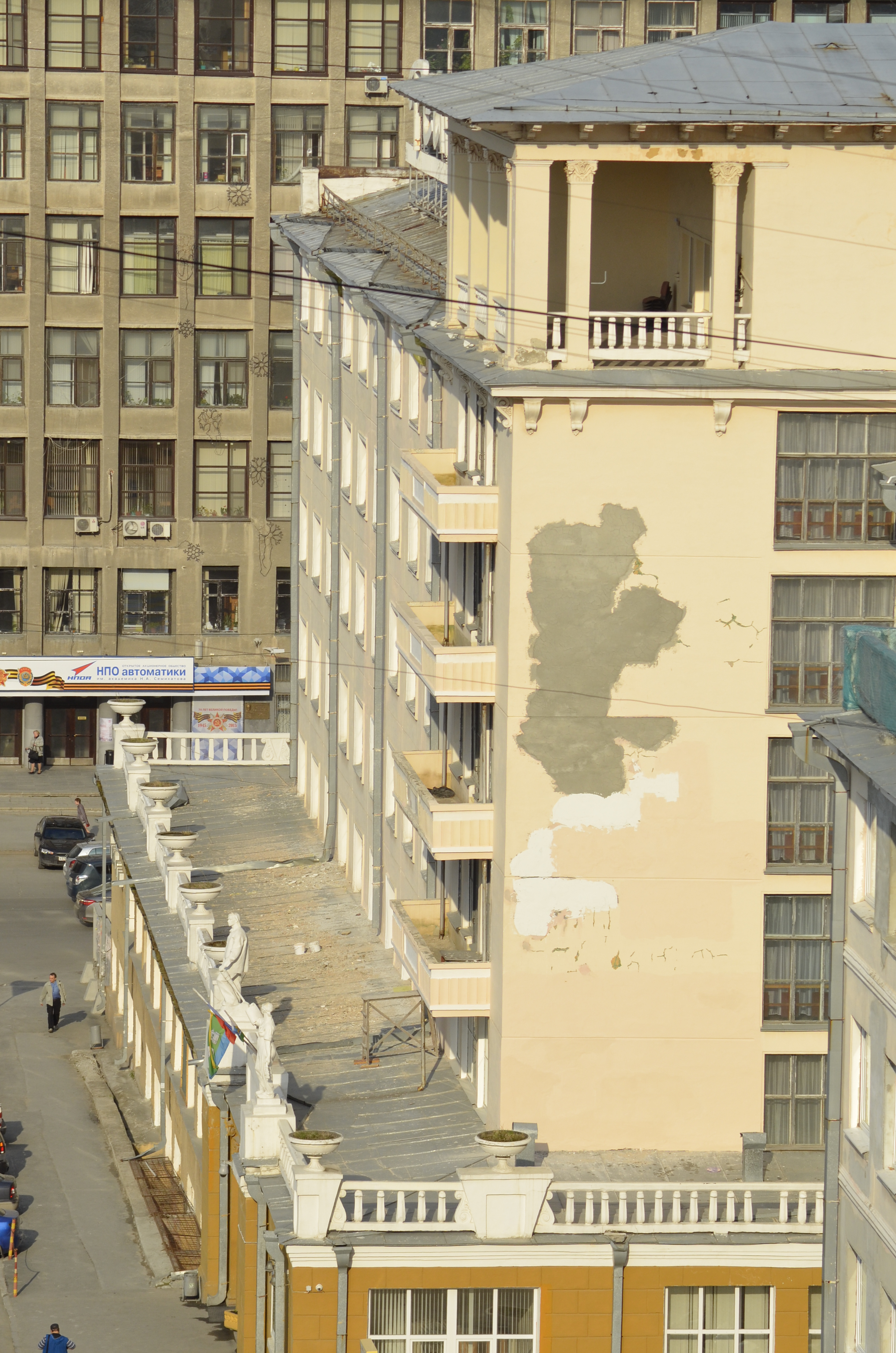
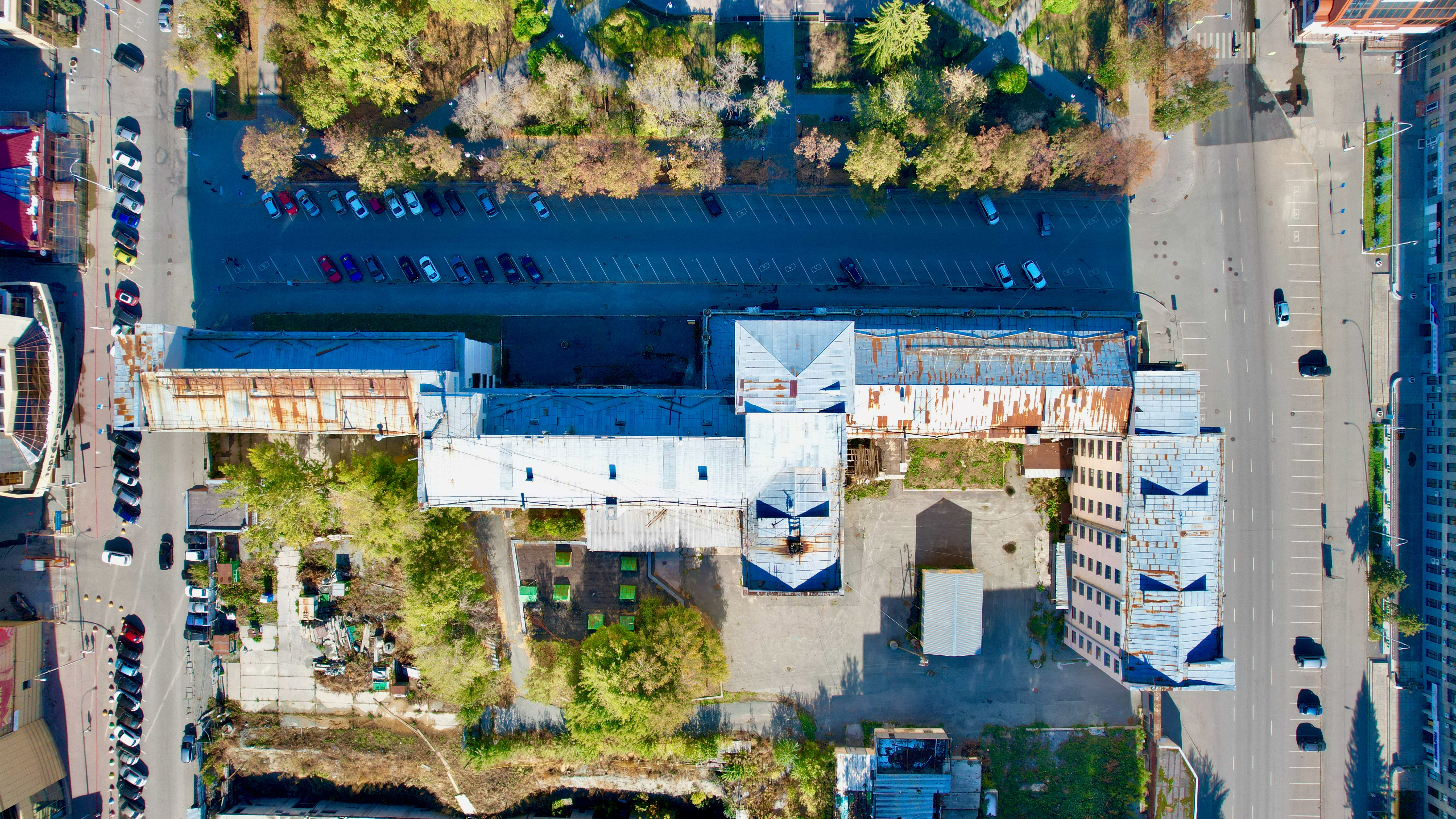
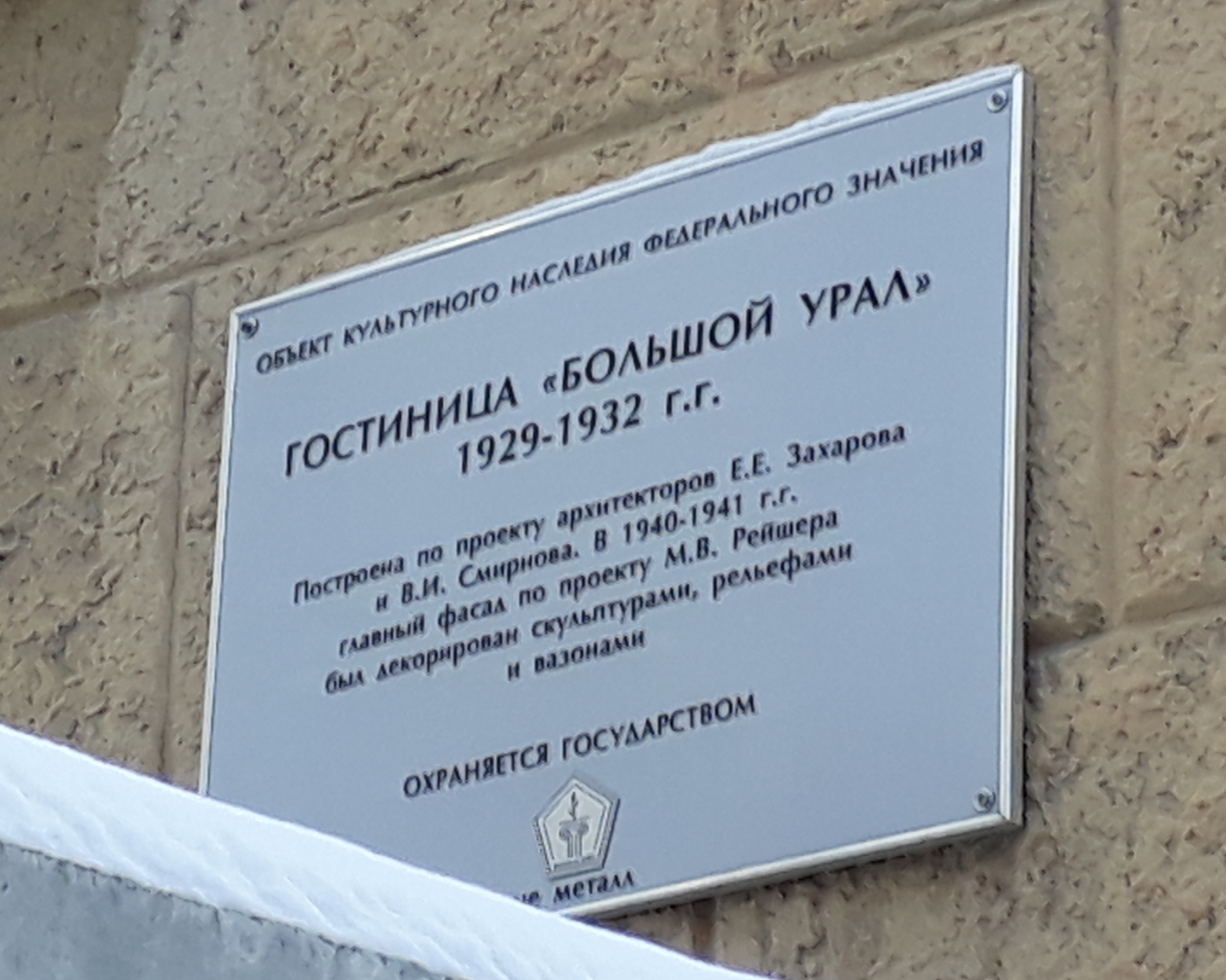

## В искусстве

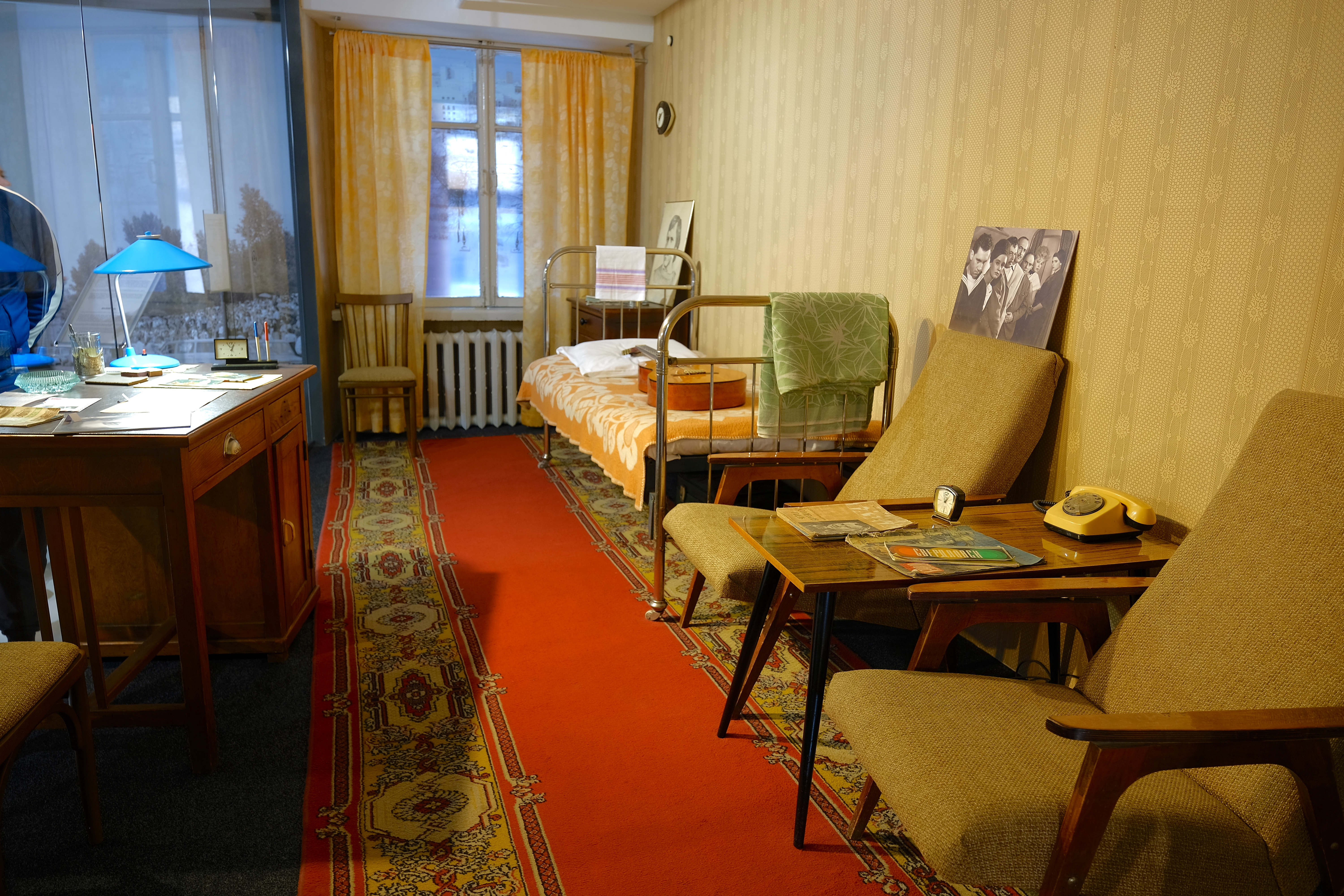
Воссозданный номер гостиницы в музее Высоцкого

- Гостиница изображена на картине О. Э. Бернгарда «Строительство гостиницы Большой Урал»[9].
- В Музее Владимира Высоцкого (в небоскрёбе Высоцкий) полностью воссоздан интерьер номера гостиницы Большой Урал, в котором останавливался поэт во время гастролей в Свердловске[10].